# Gare de Cluj-Napoca
La gare de Cluj-Napoca (en roumain : Gara de Nord) est une gare ferroviaire roumaine de la Ligne CFR 300, située au centre de la ville de Cluj-Napoca.

## Situation ferroviaire
La gare de Cluj-Napoca est située au point kilométrique (PK) 501,90 de la ligne CFR 300, entre les gares de Cluj-Napoca Est et de Baciu Triage.

## Histoire

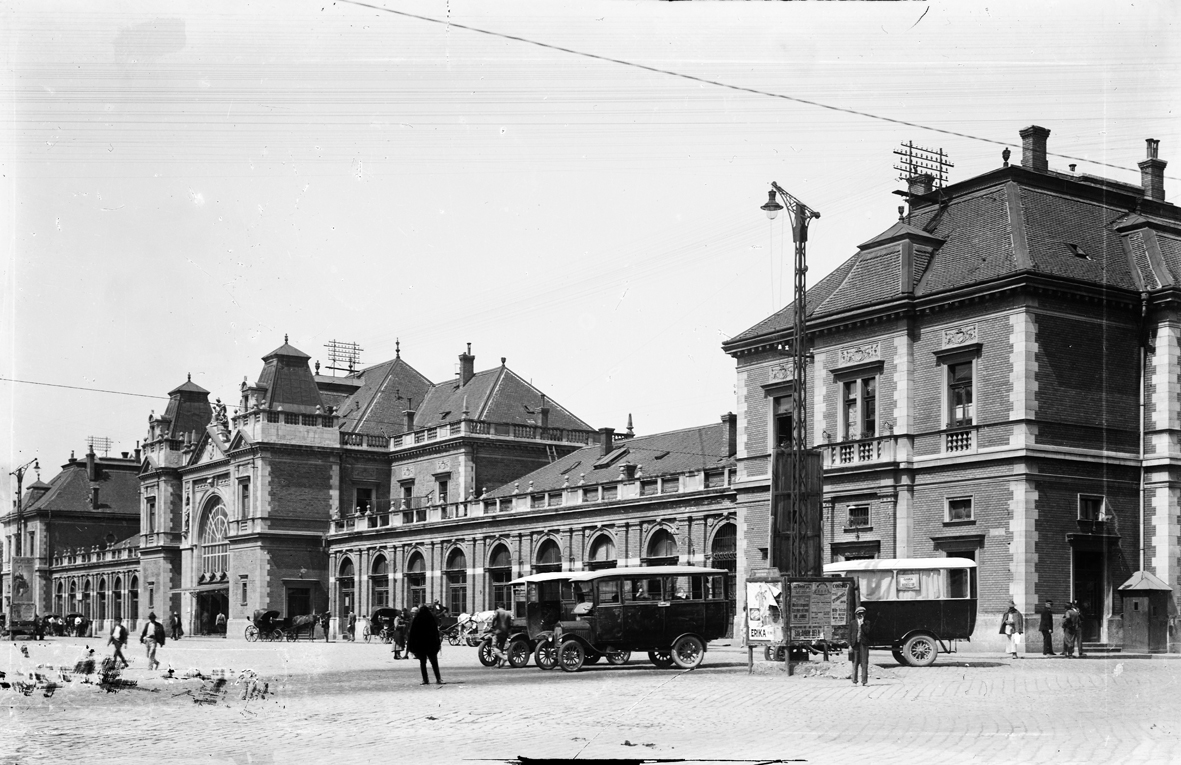
La gare dans les années 1900.

Elle est mise en service en 1870. Son bâtiment principal est dû à l'architecte Ferenc Pfaff.
Deux plaques ont été placées pour marquer le 100e et le 125e anniversaire de la mise en service de la gare le 7 septembre 1870.